# Hotel Waldkater

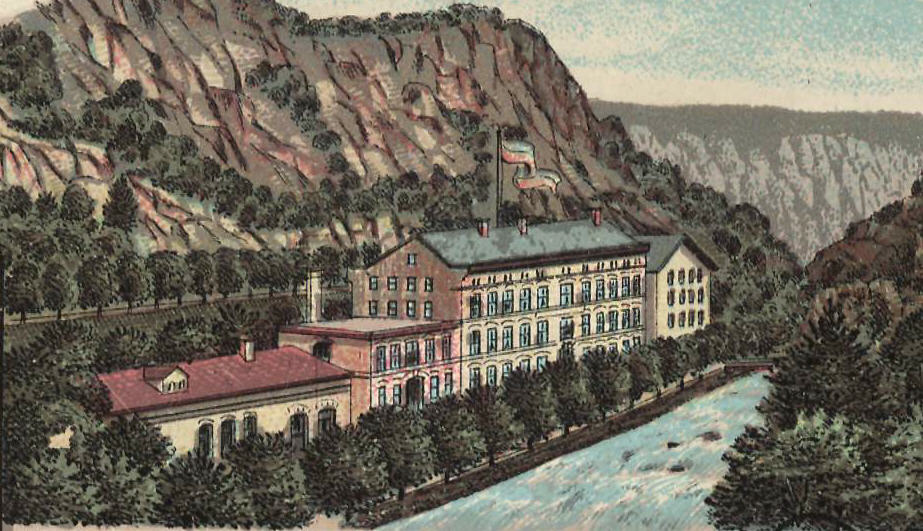
Der Waldkater 1897

Das Hotel Waldkater war ein bekanntes Hotel im Bodetal.

## Geschichte
Das erste Etablissement „Waldkater“ wurde 1845 erbaut und später mehrfach umgestaltet. Der Name geht auf eine Erzählung zurück, nach der ein Weinpanscher zur Strafe in einen Kater verwandelt worden war. Vor der Erschießung durch einen Jäger soll dieser Kater sich durch Preisgabe eines Rezepts für einen Maitrank gerettet haben. Da allerdings auch dieses Getränk wieder gepanscht gewesen sei und bei dem Jäger einen Kater ausgelöst habe, habe sich der Panscher noch einmal retten müssen und dem Jäger nun einen versteckten Schatz gezeigt. Mit diesem Kapital soll der Jäger das Etablissement gebaut und dem Panscher damit ein Denkmal gesetzt haben.
Nüchterner klingt der Bericht, ein Fuhrmann namens Christoph Fessel habe zunächst im Bodetal eine kleine Erfrischungsbude gebaut, die bald darauf durch den eingeschossigen „Kleinen Waldkater“ ersetzt worden sei. 1852 soll dann das Hotel „Großer Waldkater“ hinzugekommen sein, das neben den Hotels zur Rosstrappe, Hexentanzplatz und Zehnpfund zu den bekanntesten Hotels der Gegend wurde. Gegenüber dem Hotel, auf der anderen Seite der Bode, befindet sich die sogenannte Schallhöhle, die bis 1875 touristisch genutzt wurde.
Der „Große Waldkater“ wurde später zum Erholungsheim und 1966 zur Jugendherberge umgestaltet und als solche 1995 saniert, der „Kleine Waldkater“ wurde nach dem Zweiten Weltkrieg zunächst als Wohnhaus für Umsiedler genutzt, später als Betriebsferienheim für Naumburger Möbelwerker. Nach der Wende wurde er wieder zum Gasthof gemacht. Im Jahr 2018 übernahm die Jugendherberge den Kleinen Waldkater und betreibt ihn seitdem als Bettenhaus.

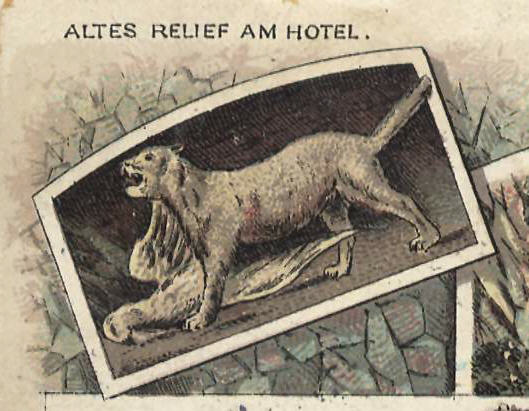
Das Katerrelief in einer alten Ansicht

Am Hotel ist das Relief des namengebenden Tieres über einem gerissenen Vogel zu sehen.

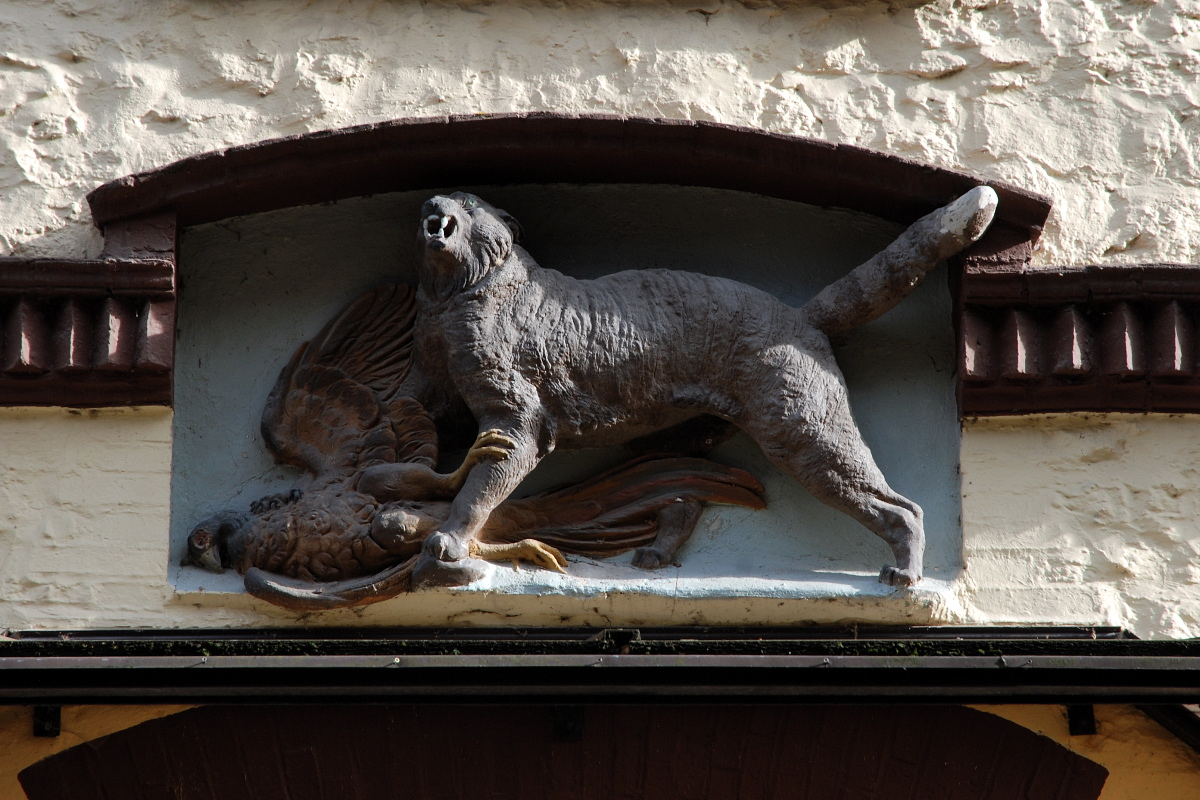
Das Relief über dem Eingang der Jugendherberge im März 2012

## Der Waldkater bei Fontane
Theodor Fontane bereiste Thale und Umgebung mehrfach und machte das Bodetal zu einem wichtigen Schauplatz in seinem Roman Cécile. Die Protagonisten planen im zwölften Kapitel dieses Romans einen Nachmittagsausflug von Thale aus; dabei wird auch der Waldkater in Erwägung gezogen: »Nur nicht Bodetal«, sagte Gordon. »Oder gar dieser ewige Waldkater! Das reine Landhaus an der Heerstraße mit einer Mischluft von Küchenabguß und Pferdeställen. Überall Menschen und Butterpapiere, Krüppel und Ziehharmonika. Nein, nein, ich proponiere Lindenberg.«

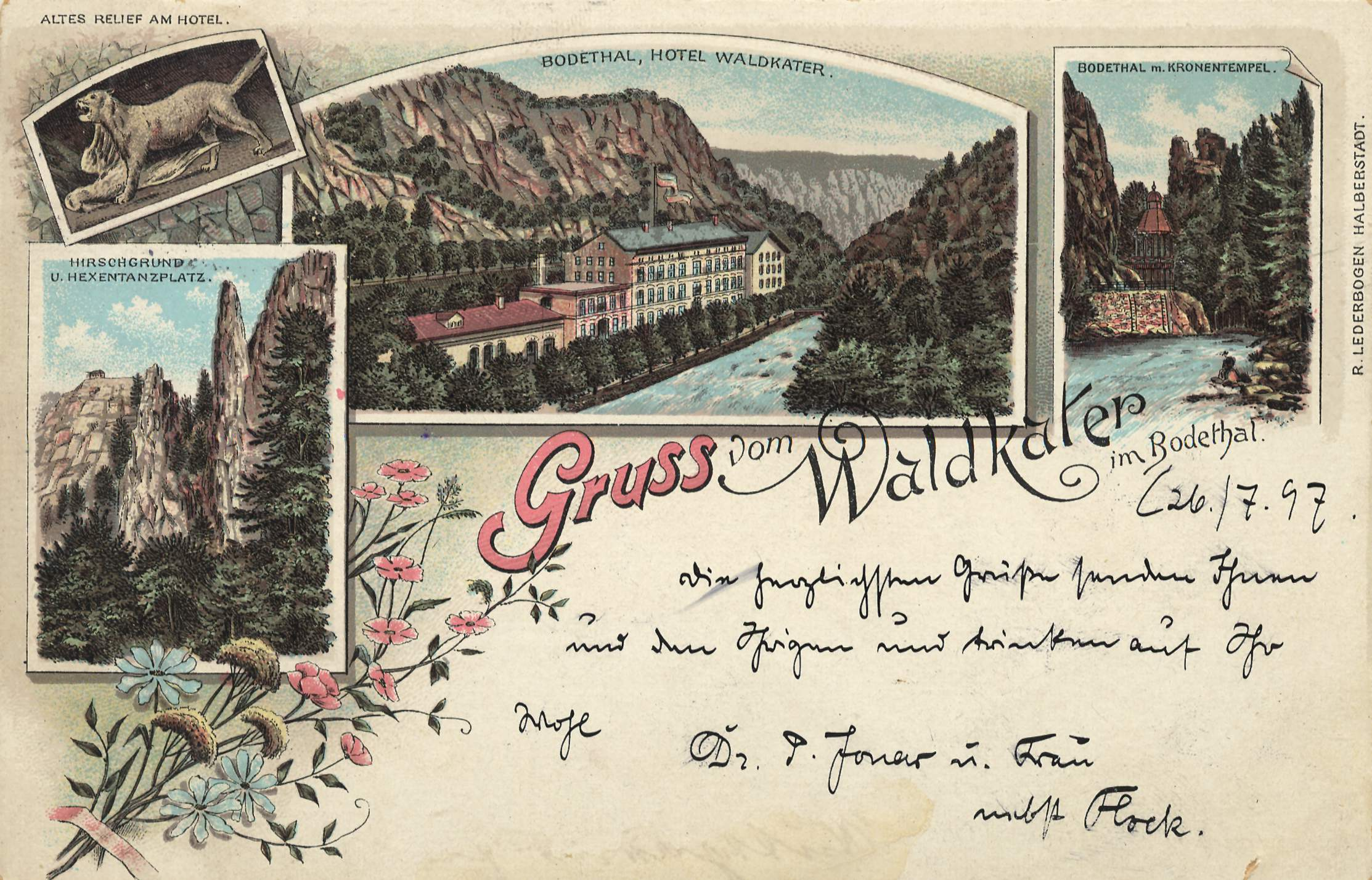
Ansichtskarte von 1897
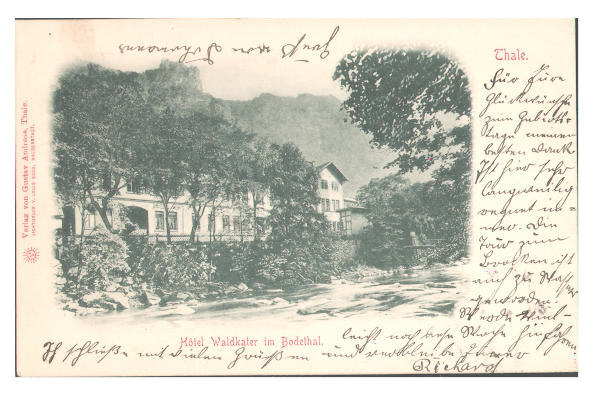
Ansichtskarte von 1902